# Violet Brown
Violet Brown (născută Mosse; n. 10 martie 1900 – 15 septembrie 2017) a fost o supercentenară jamaicană, care, timp de cinci luni, a deținut titlul de cea mai în vârstă persoană din lume în viață. De asemenea, ea a fost prima supercentenară jamaicană verificată și cea mai longevivă persoană jamaicană care a trăit vreodată, fiind verificată de o organizație a gerontologiei. Data ei de naștere care a fost raportată ca fiind 4 martie 1900, 10 martie 1900, și 15 martie 1900; a fost oficial recunoscută ca 10 martie 1900 de Grupul de Cercetare a Gerontologiei în 2014. Brown s-a născut când Jamaica făcea parte din Imperiul britanic și este ultimul fost supus al reginei Victoria.